# Німецько-словенські відносини
Відносини Німеччини та Словенії — зовнішні відносини між Німеччиною та Словенією. Німецько-словенські державні відносини є добросусідськими та рівноправними. Обидві країни встановили дипломатичні відносини 15 січня 1992 року. Німеччина має посольство в Любляні, а Словенія має посольство в Берліні та генеральне консульство в Мюнхені. Обидві країни є повноправними членами Ради Європи, Європейського Союзу та НАТО.

## Встановлення відносин
Німеччина офіційно визнала Словенію разом з Хорватією 23 грудня 1991 року. Німецьке визнання Словенії в індивідуальному порядку, яке відбулося раніше, ніж з іншими членами Європейського Союзу, стало темою численних протиріч і обговорень.
У перші роки незалежності Словенії Німеччина була надійним захисником самовизначення словенців і запровадила комплексну програму консультацій і підтримки для сприяння демократизації та процесу ринкових реформ у Словенії. Вона також підтримала вступ Словенії до ЄС і НАТО.

## Двосторонні візити
У Німеччині проживає понад 50 тис. словенців, у Словенії — понад 50 тис. німців. Ряд візитів на державному рівні сприяли дружніх відносин, наприклад, канцлер Герхард Шредер відвідав Любляну 26 червня 2001 року з нагоди 10-ї річниці незалежності Словенії; з 25 по 27 березня 2003 року Вольфганг Тірзе, президент Бундестагу, відвідав Любляну, Цельє та Копер, а федеральний президент Йоганнес Рау був перед зустріччю президентів країн Центральної та Східної Європи з 29 травня по 1 червня 2002 року в Бледі, Любляна. і Марібор. Після вступу Словенії до НАТО та ЄС навесні 2004 року відносини двох країн вийшло на новий рівень. Серед інших визначних подій дипломатичних відносин двох країн — візит групи ХСС до німецького Бундестагу з федеральним міністром економіки Глосом і федеральним міністром сільського господарства Зеегофером 11 липня 2006 року в Любляні та участь канцлера Ангели Меркель на офіційній церемонії запровадження словенським урядом євро 15 січня 2007 року в столиці Словенії.

## Постійні дипломатичні представництва
- Німеччина має посольство в Любляні.
- Словенія має посольство в Берліні та генеральне консульство в Мюнхені.

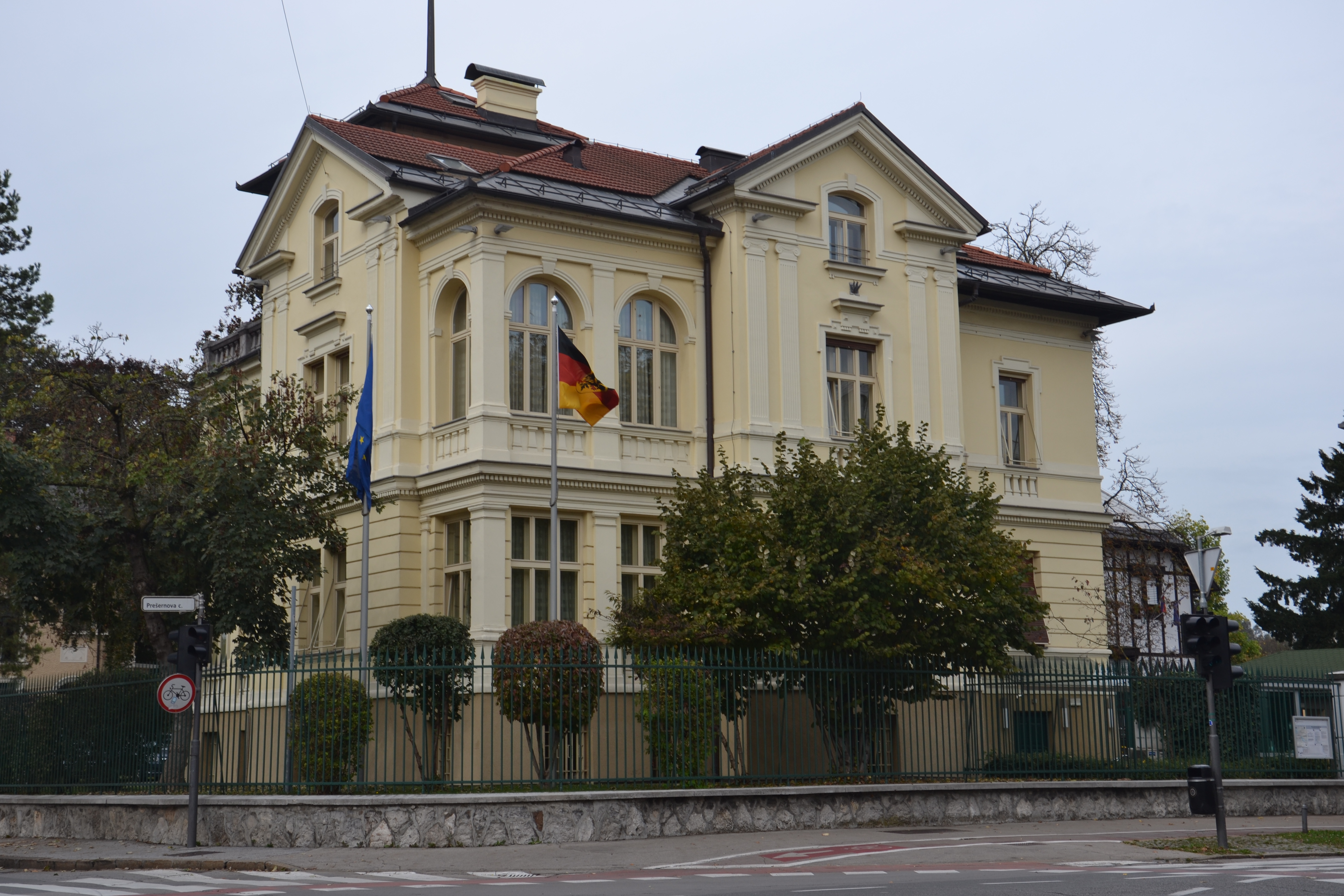
Посольство Німеччини в Любляні
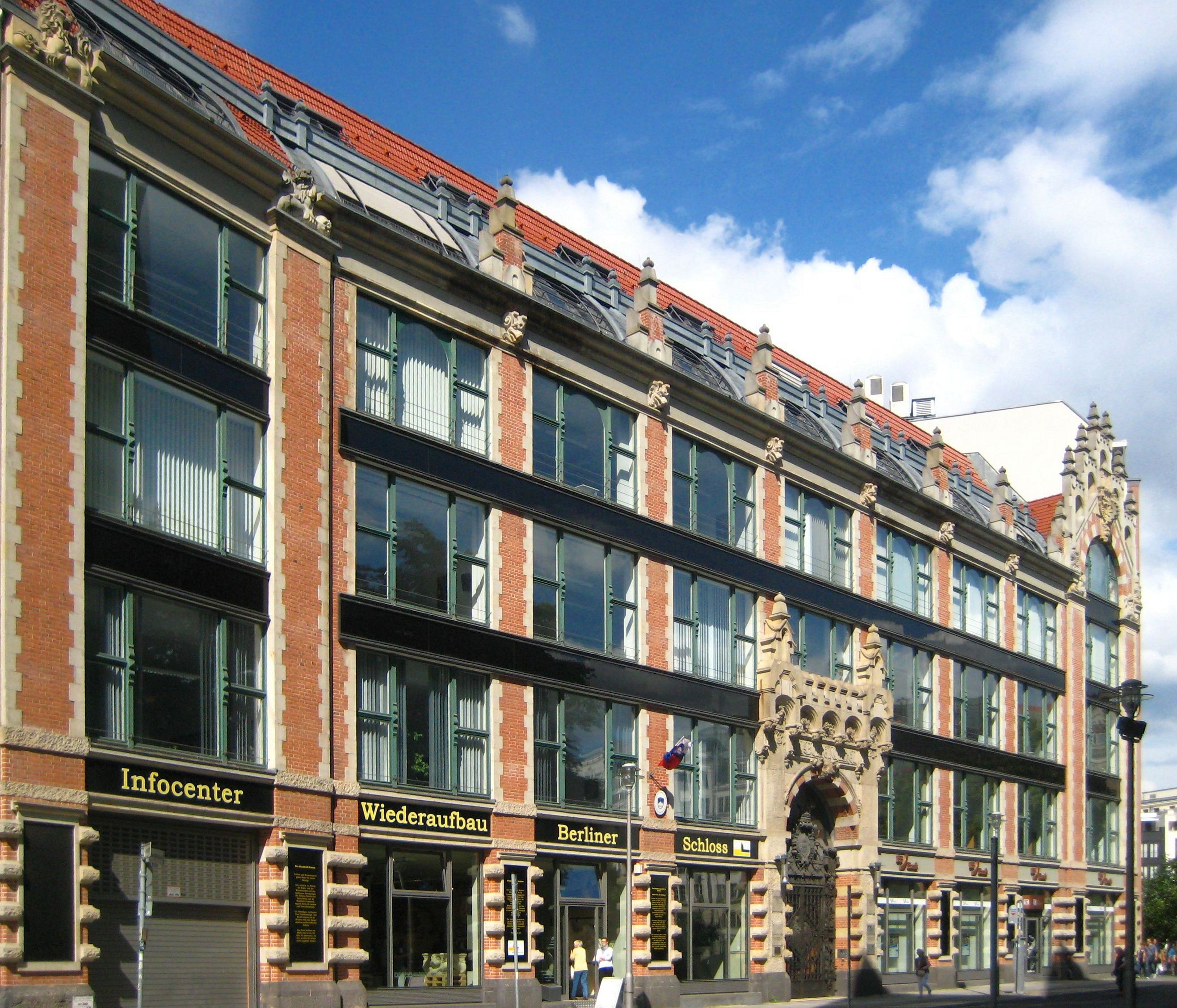
Посольство Словенії в Берліні